# Kiana Blanckert

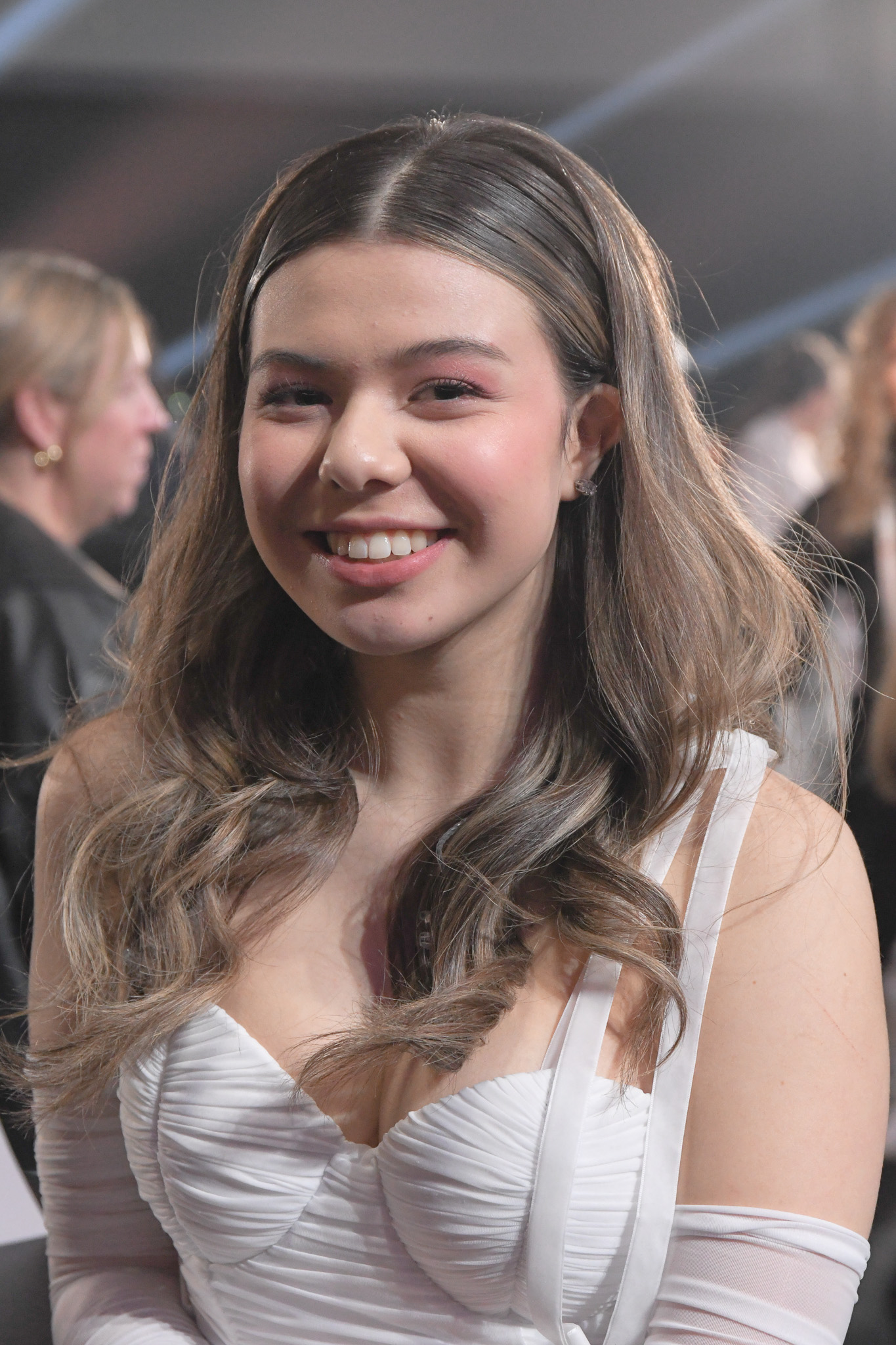
Kiana Blanckert am Jury-Finalabend des Melodifestivalen (2023)

Kiana Jade Blanckert (* 25. Februar 2007 in Perth, Australien) ist eine australisch-schwedische Sängerin.

## Biografie
Blanckert wurde im australischen Perth geboren, wo ihre Mutter aufwuchs. Als Blanckert zwei Jahre alt war, zog die Familie nach Schweden. 2021 nahm sie an Talang, der schwedischen Version von Britain’s Got Talent, teil und erreichte das Finale, wo sie den zweiten Platz belegte. Am 25. Februar 2023 nahm Blanckert mit ihrem Lied Where Did You Go am vierten Halbfinale (Deltävling 4) des Melodifestivalen teil. Durch eine Regelung beim Eurovision Song Contest müssen Teilnehmer beim Auftritt im Wettbewerb mindestens 16 Jahre alt sein, dieses Mindestalter erreichte Blanckert am Tag ihres Debüts beim Melodifestivalen. Sie qualifizierte sich als Drittplatzierte für einen Platz im Semifinal, wo sie, ebenfalls als Drittplatzierte, ins Finale am 11. März 2023 in Solna einzog. Dort belegte sie in der Gesamtwertung den sechsten Platz.

## Diskografie
Singles

| Jahr | Titel Album        | Höchstplatzierung, Gesamtwochen, AuszeichnungChartsChartplatzierungen (Jahr, Titel, Album, Platzierungen, Wochen, Auszeichnungen, Anmerkungen) | Anmerkungen                            |
| Jahr | Titel Album        | SE | Anmerkungen                            |
| ---- | ------------------ | --- | -------------------------------------- |
| 2023 | Where Did You Go – | SE11 (8 Wo.)SE | Erstveröffentlichung: 25. Februar 2023 |